# Kazimierz Biskupi
Pour les articles homonymes, voir Kazimierz (homonymie).
Kazimierz Biskupi est un bourg de Pologne, dans la voïvodie de Grande-Pologne. 
Patkoul y fut exécuté par ordre de Charles XII, en 1707.